# Jacobus Francies De Mulder
Jacobus Francies De Mulder (Poesele, 10 november 1809 - 1 juli 1894) was van 1841 tot 1894 burgemeester van de Belgische voormalige gemeente Poesele, thans een deelgemeente van Nevele.

## 50 jaar
Hij werd geboren als zoon van Petrus Franciscus De Mulder en Maria Theresia Bisschop. Onder zijn bestuur werd in deze kleine gemeente zowel een nieuwe pastorie (1845), kerk (1850-1852) en school (1855) gebouwd. Het oorspronkelijke plan was om de gebouwen op te trekken langs de baan Nevele-Lotenhulle, maar de provinciale overheid ging niet akkoord met de verlegging van het dorpscentrum. Tijdens de schoolstrijd van 1878-1884 nam hij het op voor het katholiek onderwijs.
Op 29 juni 1891 werd hij in deze kleine gemeente gevierd voor zijn gouden jubileum als burgemeester.